# Calpinis
Els calpinis (Calpini) són una tribu de lepidòpters ditrisis de la subfamília dels calpins (Calpinae) i la família Erebidae.
La trompa dels adults d'aquesta tribu és punxeguda i amb pues, la qual cosa els permet perforar la pell de la fruita per beure el suc. Les espècies del gènere Calyptra poden perforar la pell de mamífers per beure sang.

## Gèneres
- Africalpe Krüger, 1939
- Calyptra Ochsenheimer, 1816
- Feranta Walker, 1858
- Gonodonta Hübner, 1818
- Graphigona Walker, 1858
- Oraesia Guenée in Boisduval & Guenée, 1852b
- Plusiodonta Guenée in Boisduval & Guenée, 1852b
- Tetrisia Walker, 1867